# コランタン・マルティンス
コランタン・マルティンス（Corentin Martins da Silva, 1969年7月11日 - ）は、フランス・ブレスト出身のポルトガル系フランス人の元サッカー選手、サッカー指導者。元フランス代表。ポジションはMF。

## クラブ
地元のクラブであるスタッド・ブレスト29でキャリアをスタート。1991年にギー・ルー率いるAJオセールに移籍。172cmと体格には恵まれていなかったが、それを補うテクニックと鮮やかなフリーキック、二列目からの飛び出しからの数々のゴールで活躍した。1995-96シーズンにはサブリ・ラムシ、ローラン・ブランらとともにチームを牽引。ASモナコやパリ・サンジェルマンFCという大方の優勝候補を抑えリーグと国内カップの二冠を制覇する快挙を成し遂げる。
1996-97シーズン開幕前にはリーガ・エスパニョーラのデポルティーボ・ラ・コルーニャに移籍。1年目からレギュラーに定着すると13ゴールを挙げる活躍を披露する。しかし、翌1997-98シーズンには新加入のジャウミーニャとの定位置争いに敗れ、ベンチウォーマーに降格。冬の移籍期間に母国のRCストラスブールへ移籍した。
ストラスブールではキャプテンとして再びクープ・ドゥ・フランスを獲得する活躍。2部への降格を余儀なくされたシーズンもあったが、FCジロンダン・ボルドーへのレンタル移籍も含め、6シーズンに渡り在籍。
2004-05シーズンのクレルモン・フットを最後に現役を引退した。

## 代表
AJオセールでの活躍が認められ、1993年に代表に選出。1994年のキリンカップ、UEFA EURO '96のメンバーにも選ばれるなど14試合に出場。フランス代表でも十分にレギュラーを務められる実力者であったものの、当時のフランスにはジネディーヌ・ジダンの台頭やユーリ・ジョルカエフといった実力者の壁に阻まれ、大きなインパクトは残すことはできなかった。

## 指導者
2006年に地方クラブのカンペール・コルヌアイユFCにて監督に就任し、指導者としての道を歩き始める。翌年には古巣のブレストに復帰、監督代行を短期間務めた後、同チームのアシスタントコーチとして2013年まで所属した。2014年にモーリタニア代表の監督に就任し、2021年まで務めた。
2022年4月11日、リビア代表監督に就任した。